# Young Thor
Young Thor es un videojuego de acción y aventura americano canadiense, desarrollado por Frima Studios y distribuido por Sony Computer Entertainment. Como Zombie Tycoon, fue producido con la participación de Telefilm Canada. Fue lanzado por primera vez en 2010 como un título de PlayStation Network para la PlayStation Portable y PlayStation 3. Young Thor se trata de la infancia del dios nórdico homónimo, Thor, que se embarca en una búsqueda para salvar al árbol del mundo, Yggdrasil. El juego recibió reseñas mixtas de los críticos en su lanzamiento.

## Jugabilidad
El juego es un beat 'em up, y se encuentra dividido en cuatro niveles. El jugador controla al dios nórdico Thor y puede liberar su relámpago mágico y su martillo poderoso, Mjölnir, para destruir cualquier oponente en su camino. A medida que progrese el juego, Thor ganará puntos de experiencia para incrementar sus parámetros de personaje; sin embargo, estos no son personalizables, haciendo que Joystiq comente: «los niveles de experiencia parecen existir por el simple propósito de fomentar la rejugabilidad. Alguien allá afuera querrá llegar al nivel 100, ¿verdad?». Cada nivel introduce nuevos tipos de enemigos y nuevos diseños complicados de plataformas. Los tesoros se encuentran escondidos en ciertos niveles, y le otorgarán poderes a Thor como salud extra y regeneración de magia, o la capacidad de hacer un doble salto. Los niveles deberán ser repetidos múltiples veces tanto para encontrar los tesoros como para ganar suficiente experiencia para vencer enemigos más poderosos en los niveles posteriores. Para explicar la mitología nórdica presente en el juego, los jugadores desbloquearán fragmentos de un diccionario a medida que progrese el juego. Estos fragmentos pueden ser accedidos a través de la sección «extras» del menú del juego.

## Trama
El juego sigue al dios nórdico Thor en su viaje por Midgard y Asgard en busca de restaurar el balance al mundo. Las tres nornas con la tarea de mantener el árbol del mundo Yggdrasil—Urd, Skuld y Verdandi—son prisioneras de Hela y sus dos cómplices Níðhöggr y Ratatoskr. Yggdrasil morirá si las nornas no regresan, y su muerte le otorgará un gran poder a Hel. Así, Thor se embarca en una búsqueda para encontrar ocho artefactos divinos que lo ayudarán a derrotar a los captores y rescatar a las nornas.

## Desarrollo
Young Thor es el segundo PlayStation Portable mini desarrollado por Frima Studio, el primero siendo Zombie Tycoon lanzado el 29 de octubre de 2009. El juego fue mostrado en el stand de Sony Computer Entertainment Europe en la E3 2010, una feria de muestras de videojuegos organizada en Los Angeles, California en junio de 2010. Young Thor fue lanzado en la PlayStation Store el 20 de julio de 2010. En noviembre de 2010, Sony creó una «selección de comprador de juegos occidentales» en la PlayStation Network en Japón, para ofrecer juegos de occidente distribuidos digitalmente al mercado japonés. Young Thor fue traducido y localizado para los jugadores japoneses, y estuvo entre los tres primeros juegos en ser lanzados en esta sección de la PlayStation Network.

## Recepción
El juego ha recibido reseñas por encima de la media, de acuerdo al sitio web agregador de reseñas Metacritic. Andrew Yoon de Joystiq disfrutó los niveles de escalonamiento, pero sintió que el juego fue muy corto: «Esperaba una aventura mucho más grande, especialmente luego de que la impresionante cinemática de apertura aumentara mis expectativas».[